# Hřebečsko

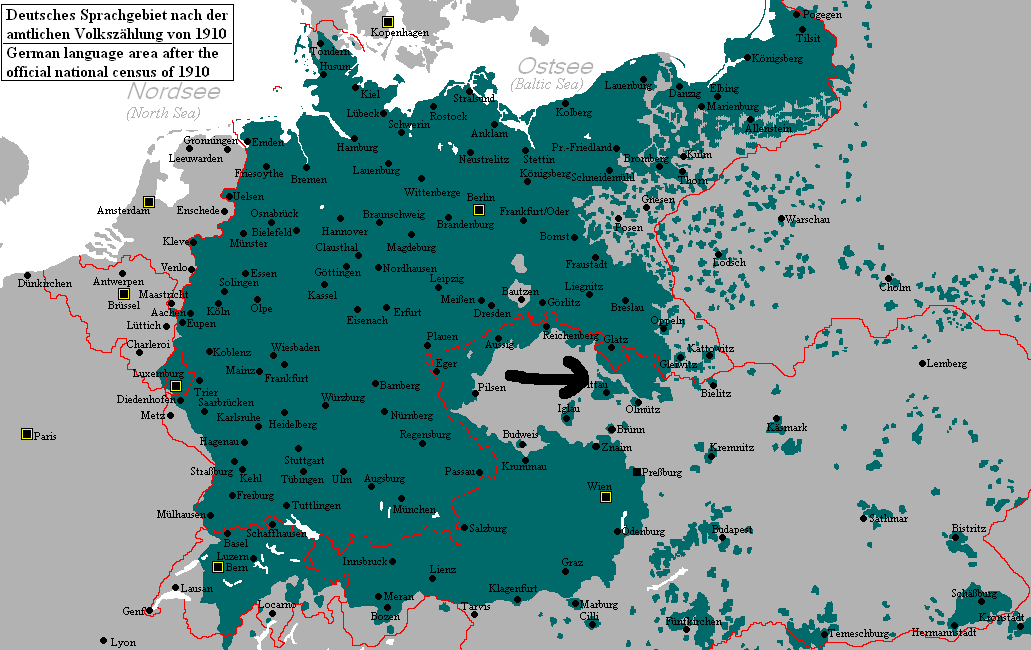
Het Duitstalige gebied Schönhengstgau in 1910

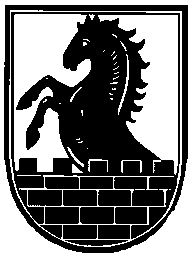
Officieus wapen van Hřebečsko

Hřebečsko (Duits: Schönhengstgau) is een historische regio in Bohemen en Moravië, die noch politiek noch qua landschap een eenheid vormde. Het was ooit het grootste Duitstalige taaleiland in Tsjechoslowakije. De bekendste inwoner van de regio was Oskar Schindler.
De belangrijkste steden van deze regio zijn:
- Svitavy (Duits: Zwittau)
- Moravská Třebová (Duits: Mährisch Trübau)
- Lanškroun (Duits: Landskron).

## Geschiedenis
Dit zogenaamde taaleiland had een omvang van hemelsbreed 50 km oost-west en 40 km noord-zuid, waartussen zich een oppervlak van ruim 126.000 ha uitstrekte. Het eilandkarakter was geografisch betrekkelijk want slechts een smalle strook van 1 tot 10 km breed, met enkele Tsjechische dorpen, scheidde het gebied van het overige Noord-Moravische  Sudetenland. Het taaleiland strekte zich zuidwaarts een eindweegs in het Tsjechische (Moravische) taal- en cultuurgebied uit en omvatte 142 dorpsgemeenten en 6 (kleine) steden. Volgens de volkstelling van 1930, telde het gebied 132.000 inwoners, waarvan 84% Duitstalig.
Het in de middeleeuwen schaarsbevolkte gebied was bij de inval van de Mongolen van 1241 verwoest en dat noodzaakte de grondheren tot een grootscheepse wederopbouw waarin ook uitgebreide bosgebieden tot ontginning werden gebracht. Deze grondheren waren verschillende kloosters, de bisschoppen van Olmütz en regionale adellijke families. De kolonisten die zij aanwierven kwamen uit het noorden van Beieren, de Palts en Württemberg. Hun werd grond toegewezen tegen de verplichting strakke voorschriften van grondindeling en bewerking te volgen. Daartegenover kregen ze bezitsrechten en mochten ze hun eigen rechtspleging organiseren. Met name de steden organiseerden hun bestuur volgens autonoom, zogenaamd 'Duits', recht (zie Oostkolonisatie). In de loop van de 15de eeuw werd het land door vanuit  Bohemen binnenvallende Hussieten geplunderd en daarna gingen de rechten van de steden en dorpsgemeenschappen grotendeels weer verloren. In de 16de eeuw vond het lutheranisme rondom ingang en dat gaf de mogelijkheid tot een herstel van de zelfstandigheid, echter niet voor lang, want in 1622 trokken de Habsburgers, die het Duitse keizerschap bekleedden, met geweld het Boheemse koningschap aan zich. Bohemen en Moravië werden nu Oostenrijkse provincies waarin de Contrareformatie werd doorgevoerd, wat tegelijk de feodalisering van de maatschappelijke verhoudingen bevestigde en de plattelandsbevolking tot in de 19de eeuw in lijfeigenschap aan de adel zou onderwerpen.
In 1919 werd het gebied deel van de nieuwe republiek Tsjechoslowakije. In 1939 werd het met het overige Sudetenland in het Verdrag van München door Duitsland geannexeerd en in een nieuwe gelijknamige ‘Reichsgau’ ondergebracht. 
In 1945 werd de vooroorlogse staatskundige toestand hersteld. Volgens de Beneš-decreten werden nu alle ca. 3 miljoen Duitstaligen (Sudeten-Duitsers) van hun staatsburgerschap ontheven en van hun bezit onteigend en het land uitgewezen. Schönhengstgau heet sindsdien Hřebečsko en werd herbevolkt door Tsjechen. Zie Verdrijving van Duitsers na de Tweede Wereldoorlog.